# نيكولا بتريتش
نيكولا بتريتش (بالصربية: Никола Петрић)‏ هو لاعب كرة قدم صربي في مركز حراسة المرمى، ولد في 11 مايو 1991 في تشاتشاك في صربيا. شارك مع منتخب صربيا تحت 17 سنة لكرة القدم ومنتخب صربيا تحت 19 سنة لكرة القدم ومنتخب صربيا تحت 21 سنة لكرة القدم. أما مع النوادي، فقد لعب مع ملادوست لوتشاني ونادي تشوكاريتشكي ونادي البكيرية.

## وصلات خارجية
- نيكولا بتريتش على موقع الاتحاد الأوربي (الإنجليزية)
- نيكولا بتريتش على موقع قاعدة بيانات كرة القدم.إي يو (الإنجليزية)
- نيكولا بتريتش على موقع Soccerbase.com (لاعب) (الإنجليزية)
- نيكولا بتريتش على موقع Soccerway.com (الإنجليزية)
- نيكولا بتريتش على موقع عالم كرة القدم.نت (الإنجليزية)